# Tazovski
Tazovski (Russisch: Тазовский) is een nederzetting met stedelijk karakter in het noordoosten van het Russische autonome district Jamalië. De plaats vormt een gorodskoje poselenieje en het bestuurlijk centrum van het district Tazovski van Jamalië. De plaats vormt een haven aan de zuidoever van de delta van de rivier de Taz aan het begin van de Tazboezem op ongeveer 200 kilometer ten noorden van de noordpoolcirkel en heeft een wegverbinding met Oerengoj en een eigen vliegveld ten noordoosten van de plaats.

## Geschiedenis
De plaats werd gesticht in 1883 als de handelsfactorij Chalmer-Sede, naar de Nenetse naam voor het Russische Sopka pokojnikov, hetgeen zoiets als "kale heuvel der onthoofden" betekent. De plaats werd aan de monding van de Taz gesticht door drie Russische handelaren. Zij lieten de lokale bevolking vissen voor hen en vervoerden het vervolgens per schip naar de markten van het Russische Rijk. De lokale vissers werden betaald in natura, daar geld nog een onbekend iets was in het gebied in die tijd. Handelaren uit Obdorsk waren echter niet blij met deze concurrentie en probeerden de zeeweg naar de Taz te laten sluiten door de autoriteiten. Vervolgens werd het handelsstation opgekocht door Obdorskse handelaren in 1888 en tot 1891 werd het vervoer naar de Taz verboden. Later kwamen meer veelal individuele handelaren naar het gebied.
In 1910 werd het handelsstation Nizjne-Obskoje ("Beneden-Ob") opgericht, dat onder andere een vestiging had in Chalmer-Sede. Deze visindustrie werd 2 jaar later sterk uitgebreid, waardoor de prijzen van vis sterk stegen. In 1920 werd het eerste Sovjet-handelsstation aan de Taz gesticht. In 1921 volgde Chalmer-Sede als een vestiging van het bedrijf Obtrest. Het bedrijf was de voortzetting van het eerdere bedrijf Nizjne-Obskoje, dat was genationaliseerd door de Sovjets. In 1930 werden plaats en regio onderdeel van het nationaal district Jamalië (later autonoom district) en werd het district Tazovski opgericht. Er ontstonden twee dorpsovjets; Gydojamski en Tazovski. In de jaren 30 werden verschillende kolchozen opgezet in de regio rond de plaats. In de Tweede Wereldoorlog werden Chalmer-Sede en andere plaatsen in het district sterk ontwikkeld. In 1943 kreeg de plaats een visfabriek. In hetzelfde jaar werd begonnen met de aanleg van een vliegveld voor de militaire verbindingen over de Noordoostelijke Doorvaart. In 1945 kreeg Chalmer-Sede een cultureel centrum en op 1 februari 1949 werd de plaats hernoemd naar het huidige Tazovski.
In de jaren 60 werd een olieveld geopend bij Gazsale (Gaz-Sale) en werd een pijpleiding vanaf deze plaats naar Tazovski aangelegd. Verschillende andere olievelden volgden in de decennia daarop.

## Economie
In de plaats bevinden zich gasbedrijven (Jamburggazdobytsja, LUKoil-West-Siberië en de geologische expeditie van Tazovsi), een landbouw- en een visbedrijf. De belangrijkste bronnen van inkomst voor het lokale bestuur zijn de belastingen die worden geheven over de olie-inkomsten van het staatsoliebedrijf TsDOe TEK en de budgetten die worden toegekend vanuit het centrale bestuur van Jamalië. 